# Семид
Семи́д (фр. Semide) — коммуна во Франции, находится в регионе Шампань — Арденны. Департамент коммуны — Арденны. Входит в состав кантона Машо. Округ коммуны — Вузье.
Код INSEE коммуны — 08410.
Коммуна расположена приблизительно в 175 км к востоку от Парижа, в 50 км севернее Шалон-ан-Шампани, в 50 км к югу от Шарлевиль-Мезьера.

## Население
Население коммуны на 2008 год составляло 213 человек.
| 1962 | 1968 | 1975 | 1982 | 1990 | 1999 | 2008 |
| ---- | ---- | ---- | ---- | ---- | ---- | ---- |
| 314  | 293  | 251  | 264  | 258  | 245  | 213  |

## Администрация
| Период | Период | Фамилия         | Партия | Должность |
| ------ | ------ | --------------- | ------ | --------- |
| 1971   | 1983   | Леон Лансон     |        |           |
| 1983   | 1995   | Робер Жио       |        |           |
| 1995   |        | Жан-Марк Лансон |        |           |

## Экономика
Основу экономики составляет сельское хозяйство (зерновые и сахарная свекла).
В 2007 году среди 128 человек в трудоспособном возрасте (15—64 лет) 97 были экономически активными, 31 — неактивными (показатель активности — 75,8 %, в 1999 году было 61,0 %). Из 97 активных работали 93 человека (52 мужчины и 41 женщина), безработных было 4 (2 мужчин и 2 женщины). Среди 31 неактивных 6 человек были учениками или студентами, 13 — пенсионерами, 12 были неактивными по другим причинам.

## Достопримечательности
- Орудийная платформа (нач. XX века). Исторический памятник с 1922 года.[3]
- Церковь Свв. Петра и Павла (XII век).

## Фотогалерея
- Церковь
- Орудийная платформа
- Орудийная платформа
- Карта коммуны